# Amblyopsoides
Amblyopsoides (лат.) — род ракообразных семейства Mysidae из отряда Мизиды.

## Описание
Представители рода отличаются от других мизид следующими признаками: глаза редуцированы до 2-х четырехугольных неподвижных пластинок без визуальных элементов и чётко выраженных стебельков. Плеоподы самцов двуветвистые, 1-я пара с многосуставным экзоподом и несращенным эндоподитом; 2—5-я пары с многочлениковыми экзоподом и эндоподитом. Первый переопод (ходильная нога) имеет хорошо развитый экзопод (внешняя ветвь), карпопроподы эндопода (внутренняя ветвь) с 3-й по 8-ю ветвь переопод делится на подсегменты, и на эндоподе уропод (задних придатках) есть статоцисты.

## Классификация
Род Amblyopsoides был впервые выделен в 1955 году и включает преимущественно глубоководные виды.
- Amblyopsoides crozetii (G.O. Sars, 1883) — Острова Крозе, 45S, 45N (батипелагиаль, на глубине 2928 м; длина тела около 3 см)[7][8]
- Amblyopsoides halleyi Ledoyer, 1990[9][10]
- Amblyopsoides obtusa O. Tattersall, 1955 — Магелланов пролив (мезопелагиаль, шельф Патагонии, длина тела около 2 см)[7]
- Amblyopsoides ohlinii (W. Tattersall, 1951) — США (батипелагиаль, на глубине 2165—2265 м, 70N — 40N, длина тела около 3 см)[7]